# أنزاغ (بني جميل)
أنزاغ هي إحدى مشيخات المملكة المغربية، تتبع جغرافيا لإقليم الحسيمة وإداريًا لبني جميل. يقدر عدد سكانها بـ 1644 نسمة حسب الإحصاء الرسمي للسكان والسكنى لسنة 2004.